# 주엽나무
주엽나무는 쥐엽나무 · 쥐엄나무라고도 한다. 낙엽이 지는 활엽교목으로서, 높이는 15-18m 정도이다. 나무껍질은 붉은 흑색이며 가시가 있다. 잎은 어긋나는데, 깃꼴 겹잎으로 여러 개(12-24개)의 작은잎이 달려 있다. 작은잎은 길이 2cm 정도의 타원형으로 좌우비대칭을 이루고 있다. 6월경이 되면 짧은 가지 끝에 총상꽃차례를 이루면서 황록색을 띤 작은 꽃들이 빽빽하게 달린다. 꽃은 수꽃·암꽃·양성화가 있는데, 이들은 모두 같은 그루에 달리며, 4수성으로 수술은 8개, 암술은 1개씩이 있다. 열매는 길이 30cm나 되는 납작한 꼬투리로 그 속의 씨(콩)도 납작하다. 산기슭의 골짜기나 개울가에서 자라며, 함북을 제외한 한반도 각지에 분포하고 있다.